# Boyhood's End
Boyhood's End (Fine dell'adolescenza) è una cantata per tenore e pianoforte composta da Michael Tippett nel 1943, basata sul testo di William Henry Hudson.

## Origine
Tippett scrisse il pezzo per Peter Pears e Benjamin Britten, il cui talento lo aveva impressionato durante le prove di My Beloved Spake. Pears e Britten si esibirono in Boyhood's End nel giugno 1943 al Morley College.
Fu eseguita l'anteprima ufficiale, forse da qualcun altro, il 24 maggio di quell'anno.